# 腊山

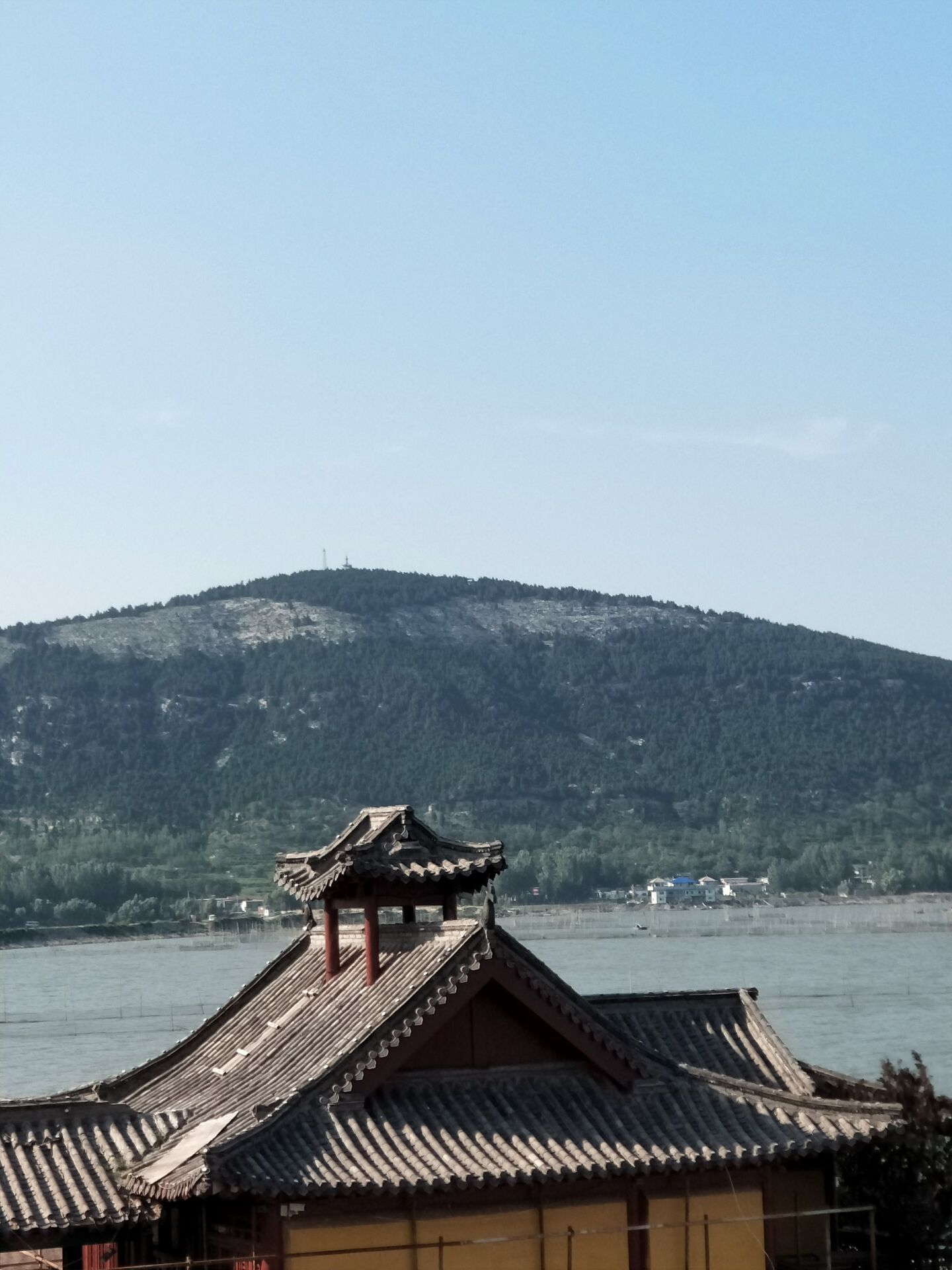
腊山东

腊山，位于山东省东平县银山镇，东傍东平湖，黄海高程258.4米。
腊山为东平道教中心，也是著名旅游景点。上有文物保护单位腊山道教建筑群，还设有国家级森林公园腊山国家森林公园。腊山道教音乐被列入国家级非物质文化遗产。